# Terre Blanche (mont)
Pour l’article homonyme, voir Terre Blanche.
Terre Blanche est un sommet de Sainte-Lucie dans le district de Soufrière. Il s'élève à 586 m d'altitude.

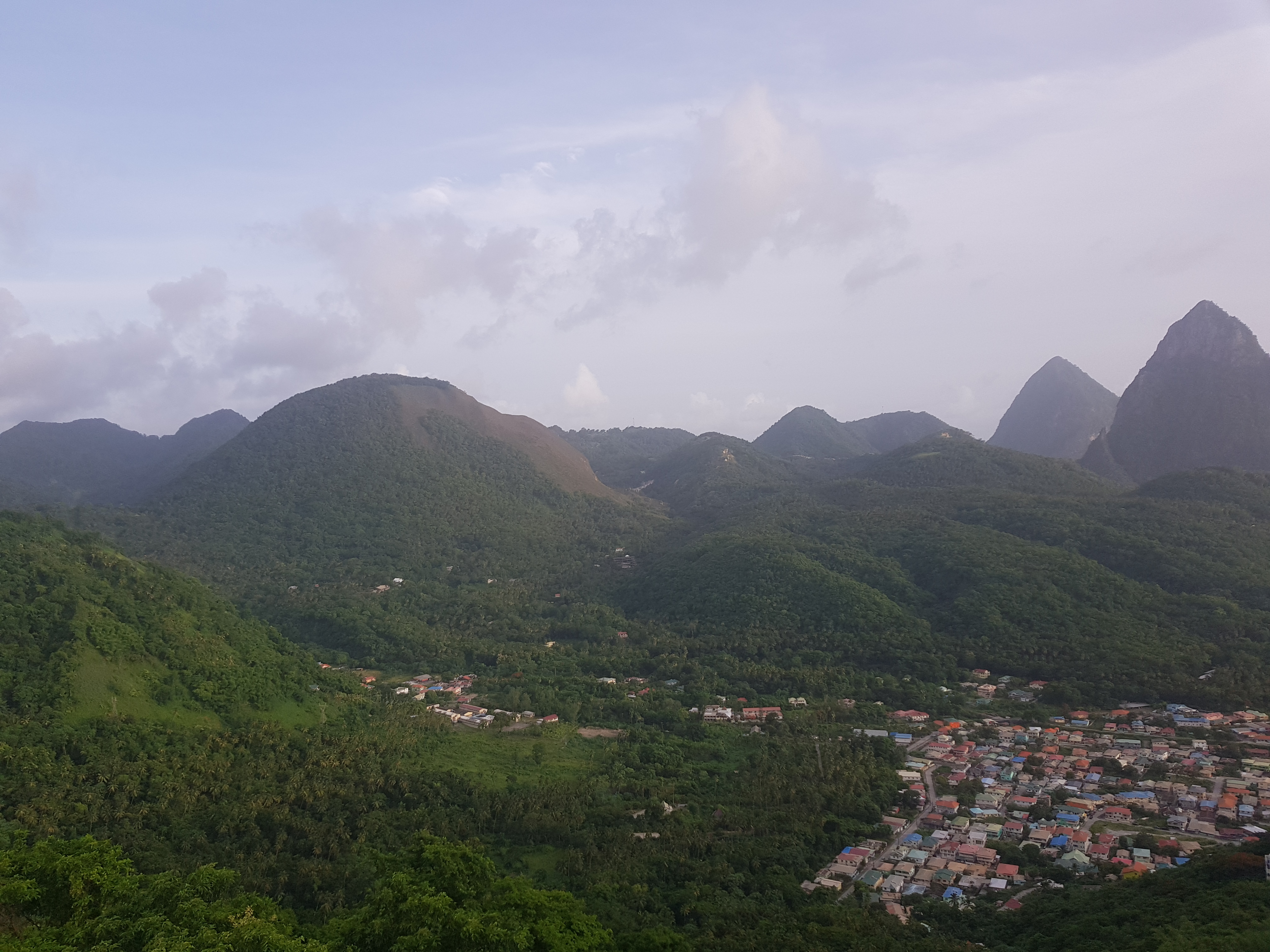
Terre Blanche, Rabot, Gros Piton et Petit Piton dominant la ville de Soufrière.